# 2000年德國聯賽盃
2000年德國聯賽盃為第四屆舉行的德國聯賽盃，於2000年7月24日至8月1日進行，賽事由1999至2000年德國甲組足球聯賽首五名及德國盃冠軍參加，但由於拜仁慕尼黑上季同時奪得聯賽及德國盃冠軍，因此另一個名額需要由聯賽第六名補上。最後決賽拜仁慕尼黑擊敗哈化柏林連續第四年奪標。

## 參賽球會
- 拜仁慕尼黑（德甲聯賽及德國盃冠軍）
- 勒沃库森（德甲聯賽亞軍）
- 漢堡（德甲聯賽季軍）
- 1860慕尼黑（德甲聯賽殿軍）
- 凯泽斯劳滕（德甲聯賽第五名）
- 柏林赫塔（德甲聯賽第六名）

## 賽事

### 半準決賽
| 7月24日 20:30 | 漢堡       | 1 : 3 | 柏林赫塔   | 吕贝克     |
| 7月27日 20:30 | 1860慕尼黑 | 0 : 2 | 凯泽斯劳滕 | 路德维希港 |

### 準決賽
| 7月29日 17:45 | 勒沃库森   | 1 : 1 (4 : 5) 十二碼 | 柏林赫塔   | 德绍     |
| 7月30日 17:30 | 拜仁慕尼黑 | 4 : 1                | 凯泽斯劳滕 | 奥格斯堡 |

### 決賽
| 8月1日 20:30 | 哈化柏林 | 1 : 5 | 拜仁慕尼黑 | 勒沃库森 |

## 外部連結
- （德文） 德國聯賽盃官方網站